# Ювеналий Аляскинский
Иеромонах Ювена́лий (в миру Яков Говорухин; около 1761, Екатеринбург — 1796, Аляска) — иеромонах Русской православной церкви, миссионер.
Канонизирован Русской православной церковью в 1980 году в лике священномученика.

## Биография
Яков Говорухин родился в семье шахтмейстера Нерчинских заводов. В 1774 получил должность с чином на Колывано-Воскресенских заводах. В 1791 году уволился, поступил в Валаамский монастырь.
После принятия монашества и рукоположения стал один из восьми духовных лиц, отправившихся в 1793 году, под начальством архимандрита Иоасафа (c 1799 года — епископ Кадьякский), для проповеди христианства североамериканским народам, поступившим в подданство России.
Прибыв в 1794 году в Кадьяк, Ювеналий, вместе с иеромонахом Макарием, в два месяца объехал весь остров и окрестил всех его жителей. В 1795 году Ювеналий отправился в Нучен, где обратил в христианскую веру более 700 чугачей, а в 1796 году — на Аляску, к озеру Илямне или Шелехову, и там прервались  служение и жизнь о. Ювеналия. Почётные люди, жившие там, под убеждением Ювеналия, отдали ему своих детей для обучения в Кадьяке. Иеромонахи Ювеналий и Макарий окрестили более 5000 американцев.
Ювеналий был убит неподалёку от озера Илиамна на Аляске. П. А. Тихменев писал о Ювеналии, что «ревность погубила его».